# Ronde van Zwitserland 2006
De Ronde van Zwitserland 2006 werd gehouden van 10 tot en met 18 juni in Zwitserland. Het was de 70ste editie van deze meerdaagse wielerkoers. Titelverdediger was Aitor González Jiménez.

## Etappe-overzicht
| etappe | datum   | start             | finish            | afstand | winnaar          | klassementsleider |
| ------ | ------- | ----------------- | ----------------- | ------- | ---------------- | ----------------- |
| 1e     | 10 juni | Baden             | Baden             | 154 km  | Tom Boonen       | Tom Boonen        |
| 2e     | 11 juni | Bremgarten        | Einsiedeln        | 165 km  | Daniele Contrini | Daniele Bennati   |
| 3e     | 12 juni | Einsiedeln        | Arlesheim         | 160 km  | Nick Nuyens      | Nick Nuyens       |
| 4e     | 13 juni | Niederbipp        | La Chaux-de-Fonds | 151 km  | Ángel Vicioso    | Nick Nuyens       |
| 5e     | 14 juni | La Chaux-de-Fonds | Leukerbad         | 210 km  | Steve Morabito   | Ángel Vicioso     |
| 6e     | 15 juni | Fiesch            | La Punt           | 169 km  | Koldo Gil        | Koldo Gil         |
| 7e     | 16 juni | Sankt Moritz      | Ascona            | 131 km  | Óscar Freire     | Koldo Gil         |
| 8e     | 16 juni | Ambri             | Ambri             | 155 km  | Alberto Contador | Koldo Gil         |
| 9e     | 16 juni | Kerzers           | Bern              | 30 km   | Jan Ullrich      | Jan Ullrich       |

## Etappe-uitslagen

### 1e etappe
| rang | renner            | land        | tijd       |
| ---- | ----------------- | ----------- | ---------- |
| 1    | Tom Boonen        | België      | 3u 51' 14" |
| 2    | Daniele Bennati   | Italië      | z.t.       |
| 3    | Óscar Freire      | Spanje      | z.t.       |
| 4    | Aljaksandr Oesaw  | Wit-Rusland | z.t.       |
| 5    | Allan Davis       | Australië   | z.t.       |
| 6    | Geoffroy Lequatre | Frankrijk   | z.t.       |
| 7    | Isaac Gálvez      | Spanje      | z.t.       |
| 8    | Björn Schröder    | Duitsland   | z.t.       |
| 9    | Martin Elmiger    | Zwitserland | z.t.       |
| 10   | Aleksej Markov    | Rusland     | z.t.       |

### 2e etappe
| rang | renner             | land        | tijd       |
| ---- | ------------------ | ----------- | ---------- |
| 1    | Daniele Contrini   | Italië      | 3u 57' 08" |
| 2    | Daniele Bennati    | Italië      | op 5' 02"  |
| 3    | Erik Zabel         | Duitsland   | z.t.       |
| 4    | Aurélien Clerc     | Zwitserland | z.t.       |
| 5    | Sébastien Hinault  | Frankrijk   | z.t.       |
| 6    | Luciano Pagliarini | Brazilië    | z.t.       |
| 7    | Geoffroy Lequatre  | Frankrijk   | z.t.       |
| 8    | Bradley McGee      | Australië   | z.t.       |
| 9    | René Haselbacher   | Oostenrijk  | z.t.       |
| 10   | Bernhard Eisel     | Oostenrijk  | z.t.       |

### 3e etappe
| rang | renner            | land        | tijd       |
| ---- | ----------------- | ----------- | ---------- |
| 1    | Nick Nuyens       | België      | 4u 36' 52" |
| 2    | Linus Gerdemann   | Duitsland   | z.t.       |
| 3    | Jörg Jaksche      | Duitsland   | z.t.       |
| 4    | Koldo Gil         | Spanje      | op 4"      |
| 5    | Óscar Freire      | Spanje      | op 11"     |
| 6    | Paolo Bettini     | Italië      | z.t.       |
| 7    | Mychajlo Chalilov | Oekraïne    | z.t.       |
| 8    | Geoffroy Lequatre | Frankrijk   | z.t.       |
| 9    | Aljaksandr Oesaw  | Wit-Rusland | z.t.       |
| 10   | Cristian Moreni   | Italië      | z.t.       |

### 4e etappe
| rang | renner           | land        | tijd        |
| ---- | ---------------- | ----------- | ----------- |
| 1    | Ángel Vicioso    | Spanje      | 3 u 45' 09" |
| 2    | David Herrero    | Spanje      | z.t.        |
| 3    | Daniele Bennati  | Italië      | op 1"       |
| 4    | Óscar Freire     | Spanje      | z.t.        |
| 5    | Allan Davis      | Australië   | z.t.        |
| 6    | Cristian Moreni  | Italië      | z.t.        |
| 7    | Michael Albasini | Zwitserland | z.t.        |
| 8    | Erik Zabel       | Duitsland   | z.t.        |
| 9    | Beat Zberg       | Zwitserland | z.t.        |
| 10   | Kim Kirchen      | Luxemburg   | z.t.        |

### 5e etappe
| rang | renner                     | land        | tijd       |
| ---- | -------------------------- | ----------- | ---------- |
| 1    | Steve Morabito             | Zwitserland | 5u 37' 47" |
| 2    | Jurgen Van Goolen          | België      | op 14"     |
| 3    | Ángel Vicioso              | Spanje      | op 16"     |
| 4    | Koldo Gil                  | Spanje      | op 17"     |
| 5    | Paolo Bettini              | Italië      | z.t.       |
| 6    | Jan Ullrich                | Duitsland   | z.t.       |
| 7    | Fränk Schleck              | Luxemburg   | z.t.       |
| 8    | Jörg Jaksche               | Duitsland   | z.t.       |
| 9    | Manuel Beltrán             | Spanje      | z.t.       |
| 10   | José Angel Gómez Marchante | Spanje      | z.t.       |

### 6e etappe
| rang | renner                     | land      | tijd       |
| ---- | -------------------------- | --------- | ---------- |
| 1    | Koldo Gil                  | Spanje    | 5u 49' 52" |
| 2    | Jörg Jaksche               | Duitsland | op 36"     |
| 3    | Jan Ullrich                | Duitsland | op 40"     |
| 4    | José Angel Gómez Marchante | Spanje    | op 1' 39"  |
| 5    | Simon Gerrans              | Australië | op 1' 47"  |
| 6    | Fränk Schleck              | Luxemburg | op 2' 09"  |
| 7    | Janez Brajkovič            | Slovenië  | z.t.       |
| 8    | Giampaolo Caruso           | Italië    | z.t.       |
| 9    | Ángel Vicioso              | Spanje    | z.t.       |
| 10   | David Cañada               | Spanje    | op 3" 29"  |

### 7e etappe
| rang | renner            | land        | tijd       |
| ---- | ----------------- | ----------- | ---------- |
| 1    | Óscar Freire      | Spanje      | 5u 38' 49" |
| 2    | Daniele Bennati   | Italië      | op 3"      |
| 3    | Erik Zabel        | Duitsland   | z.t.       |
| 4    | Sébastien Hinault | Frankrijk   | z.t.       |
| 5    | Markus Zberg      | Zwitserland | z.t.       |
| 6    | Tom Boonen        | België      | z.t.       |
| 7    | Gert Steegmans    | België      | z.t.       |
| 8    | Allan Davis       | Australië   | z.t.       |
| 9    | Aleksej Markov    | Rusland     | z.t.       |
| 10   | Giuseppe Guerini  | Italië      | z.t.       |

### 8e etappe
| rang | renner              | land        | tijd       |
| ---- | ------------------- | ----------- | ---------- |
| 1    | Alberto Contador    | Spanje      | 4u 19' 03" |
| 2    | David Herrero       | Spanje      | op 34"     |
| 3    | Cadel Evans         | Australië   | z.t.       |
| 4    | Alexandre Moos      | Zwitserland | op 37"     |
| 5    | Koldo Gil           | Spanje      | z.t.       |
| 6    | Aleksandr Botsjarov | Rusland     | z.t.       |
| 7    | Jan Ullrich         | Duitsland   | z.t.       |
| 8    | Linus Gerdemann     | Duitsland   | z.t.       |
| 9    | Jörg Jaksche        | Duitsland   | z.t.       |
| 10   | Fränk Schleck       | Luxemburg   | z.t.       |

### 9e etappe
| rang | renner                | land             | tijd      |
| ---- | --------------------- | ---------------- | --------- |
| 1    | Jan Ullrich           | Duitsland        | 38' 45"   |
| 2    | Cadel Evans           | Australië        | op 23"    |
| 3    | Ángel Vicioso         | Spanje           | op 31"    |
| 4    | Janez Brajkovič       | Slovenië         | op 47"    |
| 5    | Linus Gerdemann       | Duitsland        | op 51"    |
| 6    | Christian Vande Velde | Verenigde Staten | op 53"    |
| 7    | Kim Kirchen           | Luxemburg        | op 1' 01" |
| 8    | Vladimir Karpets      | Rusland          | op 1' 02" |
| 9    | Koldo Gil             | Spanje           | op 1' 14" |
| 10   | Jörg Jaksche          | Duitsland        | op 1' 23" |

## Eindklassementen

### Algemeen klassement
| rang | renner           | land      | tijd        |
| ---- | ---------------- | --------- | ----------- |
| 1    | Jan Ullrich      | Duitsland | 38u 21' 36" |
| 2    | Koldo Gil        | Spanje    | op 24"      |
| 3    | Jörg Jaksche     | Duitsland | op 1' 03"   |
| 4    | Ángel Vicioso    | Spanje    | op 1' 44"   |
| 5    | Fränk Schleck    | Luxemburg | op 2' 56"   |
| 6    | Janez Brajkovič  | Slovenië  | op 2' 33"   |
| 7    | Giampaolo Caruso | Italië    | op 4' 20"   |
| 8    | Linus Gerdemann  | Duitsland | op 3' 31"   |
| 9    | Vladimir Karpets | Rusland   | op 4' 27"   |
| 10   | Cadel Evans      | Australië | op 5' 01"   |

Winnaar Jan Ullrich werd op 9 februari 2012 door het TAS geschorst wegens een dopingzaak. Hierdoor verliest hij zijn eindzege, die naar Koldo Gil gaat.
Mannen: 1933 · 1934 · 1935 · 1936 · 1937 · 1938 · 1939 · 1940 · 1941 · 1942 · 1943 · 1944 · 1945 · 1946 · 1947 · 1948 · 1949 · 1950 · 1951 · 1952 · 1953 · 1954 · 1955 · 1956 · 1957 · 1958 · 1959 · 1960 · 1961 · 1962 · 1963 · 1964 · 1965 · 1966 · 1967 · 1968 · 1969 · 1970 · 1971 · 1972 · 1973 · 1974 · 1975 · 1976 · 1977 · 1978 · 1979 · 1980 · 1981 · 1982 · 1983 · 1984 · 1985 · 1986 · 1987 · 1988 · 1989 · 1990 · 1991 · 1992 · 1993 · 1994 · 1995 · 1996 · 1997 · 1998 · 1999 · 2000 · 2001 · 2002 · 2003 · 2004 · 2005 · 2006 · 2007 · 2008 · 2009 · 2010 · 2011 · 2012 · 2013 · 2014 · 2015 · 2016 · 2017 · 2018 · 2019 · 2020 · 2021 · 2022 · 2023 · 2024 · 2025
Vrouwen: 1998 · 1999 · 2000 · 2001 · 2002-2020 · 2021 · 2022 · 2023 · 2024 · 2025
 Parijs-Nice · 
 Tirreno-Adriatico · 
 Milaan-San Remo · 
 Ronde van Vlaanderen · 
 Gent-Wevelgem · 
 Ronde van het Baskenland · 
 Parijs-Roubaix · 
 Amstel Gold Race · 
 Waalse Pijl · 
 Luik-Bastenaken-Luik · 
 Ronde van Romandië · 
 Ronde van Catalonië · 
 Ronde van Italië · 
 Critérium du Dauphiné Libéré · 
 Ronde van Zwitserland · 
 Ploegentijdrit Eindhoven · 
 Ronde van Frankrijk · 
 Vattenfall Cyclassics · 
 Ronde van Duitsland · 
 Clásica San Sebastián · 
  ENECO Tour · 
 Ronde van Spanje · 
 GP Ouest-France-Plouay · 
 Ronde van Polen · 
 Kampioenschap van Zürich · 
 Parijs-Tours · 
 Ronde van Lombardije